# آصف بن برخيا
آصف بن برخيا هو أحد علماء بني إسرائيل ومن المقربين من الملك سليمان وكان يملك العلم الكبير ويعلم باسم الله الأعظم ويرى عدد من العلماء أنه من أحضر عرش ملكة سبأ إلى الملك سليمان بن داود بطرفة عين. ذكر البعض بأنه كاتب الملك وذكر آخرون أنه وزير الملك وأنه ابن أخته. ومع أنه لم يذكر بالاسم في القرآن إلا أن عددا من المفسرين والعلماء ذهبوا إلى أنه «الذي عنده علم من الكتاب» المذكور في سورة النمل الآية 40. لم يذكر بالاسم في القرآن أو في أي من الأحاديث الشريفة لكنه ذكر اسمه في العديد من كتب العلماء والمفسرين بأنه الشخص الذي أحضر عرش بلقيس. كما ينتشر ذكره في كتب السحر وبين المهتمين بعلوم الروحانيات وينسب له كتاب بعنوان «الأجناس».

## وصلات خارجية
- آصفي بن برخيا على موقع ميوزك برينز (الإنجليزية)